# Li Dashuang
Li Dashuang (Xiantao, Hubei, China, 1 de noviembre de 1973) es un gimnasta artístico chino, campeón del mundo en 1994 en el concurso por equipos.

## Carrera deportiva
En los JJ. OO. de Barcelona 1992 gana una medalla de plata en equipos —China queda tras el Equipo Unificado y por delante de Japón (bronce)—.
En el Mundial de Dortmund 1994 consigue el oro en el concurso por equipos, por delante de Rusia y Ucrania, siendo sus compañeros de equipo: Fan Hongbin, Guo Linyao, Huang Huadong, Huang Liping, Li Xiaoshuang y Li Jing.